# Марк Газоль
Марк Газоль (ісп. Marc Gasol, 29 січня 1985) — іспанський баскетболіст, олімпійський медаліст. Брат баскетболіста Пау Газоля.

## Виступи на Олімпіадах
| Олімпіада   | Дисципліна | Місце |
| ----------- | ---------- | ----- |
| Пекін 2008  | баскетбол  | 2     |
| Лондон 2012 | баскетбол  | 2     |